# Rockglen
Rockglen es un pueblo canadiense situado en la provincia de Saskatchewan.

## Superficie
Rockglen tiene una superficie de 2,65 km².

## Demografía
En 2021, tenía 399 habitantes, una densidad poblacional de 150,6 hab./km², y 237 viviendas.